# Noita

《Noita》是一款由 Nolla Games 开发的平台roguelike游戏。玩家在游戏中控制和扮演一个可以创造和施放法术的巫师，并在其中击败以芬兰神话生物命名的敌人。游戏发生在一个程序化生成的2D世界中，其中每一个像素都具有即时演算的物理效果。《Noita》于 2019 年 9 月 24 日发布了抢先体验版，随后在 2020 年 10 月 15 日发布了1.0 版本并退出了抢先体验。

## 玩法
在《Noita》中，玩家所扮演的是一个巫师。在这个程序生成的2D 世界中，玩家可以自行创造和施展法术，游戏中每个像素都具有即时演算的物理效果，包括燃烧，爆炸，腐蚀，蒸发等。  在《Noita》中有玩家会永久死亡。玩家会与包含以芬兰神话生物命名的生物战斗，例如如Hiisi和Iku-Turso 。游戏的故事参考了芬兰民族史诗《卡勒瓦拉》，其中一个目标是寻找芬兰神话中的三宝磨。
虽然Noita是一款单人游戏，但它包含了观众参与功能，可以让观看Twitch直播的观众发起投票并决定游戏中发生的事件。

## 评价
《Noita》在2019 年独立游戏节获得了三个类别的决赛提名，包括 谢默斯·麦克纳利大奖、卓越设计奖和 Nuovo 奖。芬兰计算网站Muropaketti给《Noita》的抢先体验版打了 4 分（满分 5 分），并称该游戏“肆无忌惮且令人上瘾”，并且“对正式发布的游戏抱有很高的期望”。 此外，该游戏在 2020 年 3 月举行的第 20 届游戏开发者选择奖中获得了“最佳技术”提名 ，并在Steam 大奖（2020 年）中获得了“最具创新游戏玩法”提名。  《Noita》还在 2021 年芬兰游戏大奖中荣获年度芬兰游戏和年度大屏幕游戏两项大奖。 
芬兰游戏博物馆于2021年9月4日至12月12日举办了一场关于该游戏的展览